# Возьники (Пйотрковський повіт)
Возьники (пол. Woźniki) — село в Польщі, у гміні Воля-Кшиштопорська Пйотрковського повіту Лодзинського воєводства.
Населення — 346 осіб (2011).
У 1975-1998 роках село належало до Пйотрковського воєводства.

## Демографія
Демографічна структура станом на 31 березня 2011 року:
|          | Загалом | Допрацездатний вік | Працездатний вік | Постпрацездатний вік |
| -------- | ------- | ------------------ | ---------------- | -------------------- |
| Чоловіки | 170     | 41                 | 114              | 15                   |
| Жінки    | 176     | 33                 | 104              | 39                   |
| Разом    | 346     | 74                 | 218              | 54                   |